# Emanuele Andrea Tagliafichi
Emanuele Andrea Tagliafichi (Genova, 1729 – 1811) è stato un architetto italiano.

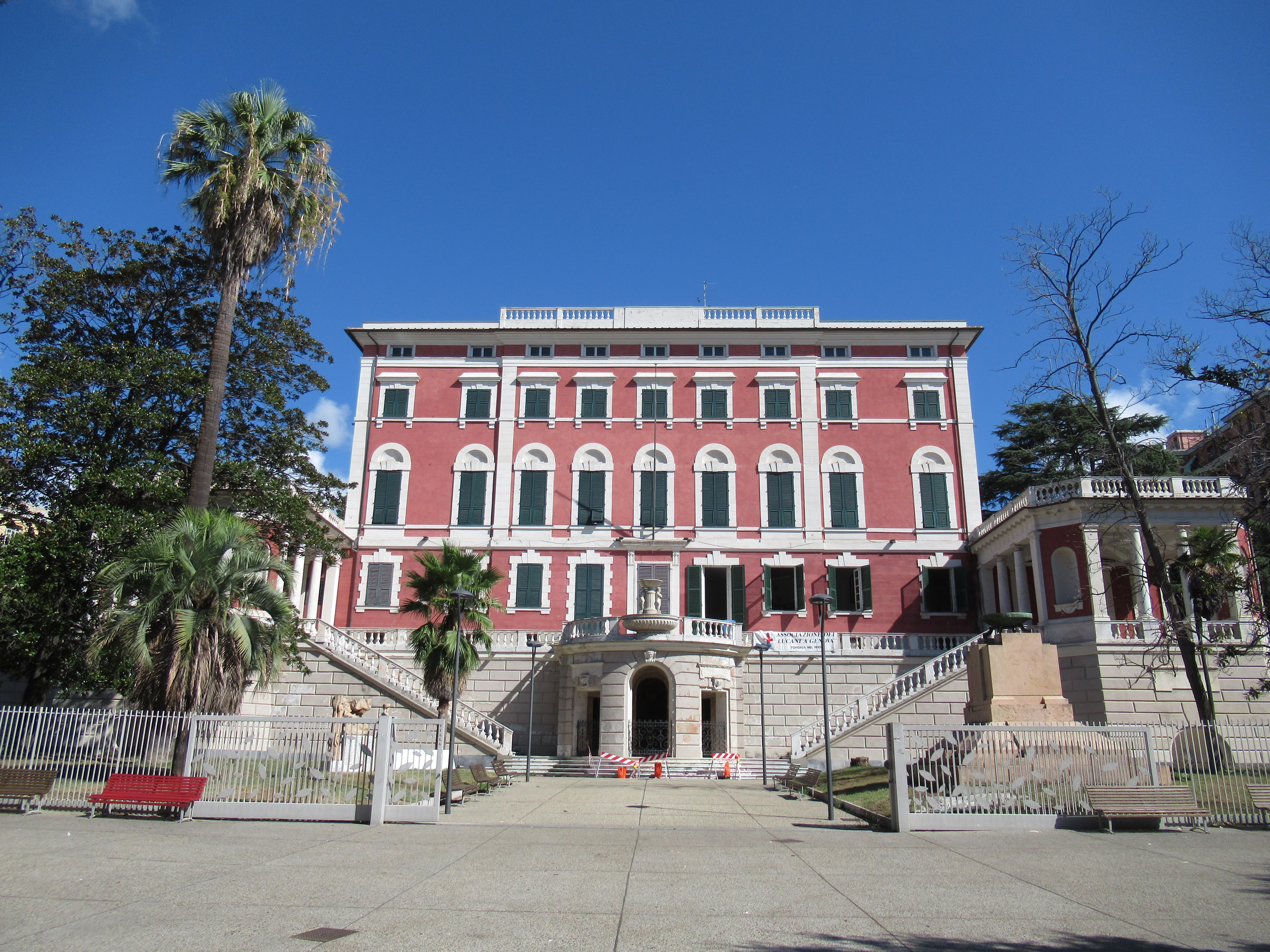
Villa Serra (Cornigliano)

Fu il più apprezzato architetto genovese dell'epoca di transizione dal barocco al neoclassico, precursore dell'opera di Carlo Barabino.

## Biografia
Inizialmente accreditato di una formazione da ebanista, nel 1767 concorre all'Accademia di Parma con un progetto di "pianta ed ornato di una magnifica scala con i suoi atri", non riuscendo però a qualificarsi.
Per molti anni la sua opera riguarderà perlopiù la modifica o la creazione di singole parti architettoniche di edifici preesistenti. Nel 1769 opera nel palazzo Rostan Reggio di Largo Zecca (il Palazzo I del Rubens) ricavando 8 stanze nei piani superiori. 
Nel 1770 ha occasione di collaborare a Genova, con il francese Charles De Wailly, alla trasformazione degli interni di Palazzo Campanella in Strada Nuova (oggi via Garibaldi), andato poi quasi completamente distrutto dai bombardamenti del 1942. Mentre il francese, già autore a Parigi del progetto per il Théatre de l'Odéon, lavorerà principalmente al piano nobile a costruire il "Salone del Sole", l'opera di Tagliafichi, più sobria e geometrica, è maggiormente riscontrabile al piano terra, nella formazione dei nuovi ambienti ellittici decorati con un'ornamentazione leggera e lineare. Grazie a Cristoforo Spinola, loro committente comune ed ambasciatore in Francia della Repubblica di Genova, nel 1774 Tagliafichi opera un breve soggiorno a Parigi, durante il quale entra in contatto con gli ambienti artistici e accademici della capitale francese. 
Nello stesso anno realizza il prodigioso scalone a sbalzo presso il Palazzo Durazzo-Pallavicini in via Balbi 1; per lo stesso committente lavora al grande palazzo di villa a Cornigliano (opera rococò di Pierre Paul de Cotte, oggi Villa Durazzo Bombrini), nella quale tuttavia la sua mano è difficilmente discernibile (gli vengono attribuiti l'avancorpo porticato, le decorazioni interne e lo scalone monumentale a sbalzo, quest'ultimo probabilmente preso altresì da riferimento per quello da lui realizzato nel palazzo di via Balbi).
A Genova stringe amicizia con i fratelli ticinesi Gaetano e Simone Cantoni. Con Simone, più giovane di lui di dieci anni e portatore di un repertorio formale già del tutto neoclassico, ha un intenso scambio professionale. I due, entrambi concorrenti al progetto del 1778 per la ricostruzione di Palazzo Ducale (il concorso fu vinto da Cantoni), sono nello stesso anno nominati accademici.
Cura poi nel 1780 il restauro di villa Doria a Belvedere, che dota di una nuova facciata in stile neoclassico; presso alcune di queste ville realizza anche eleganti giardini all'inglese: nel 1784 interviene sugli esterni della Villa Rostan di Multedo, e negli stessi anni è documentata la sua opera nella villa Duchessa di Galliera di Voltri e nel giardino a terrazze del Palazzo dell'Università di Genova in via Balbi.

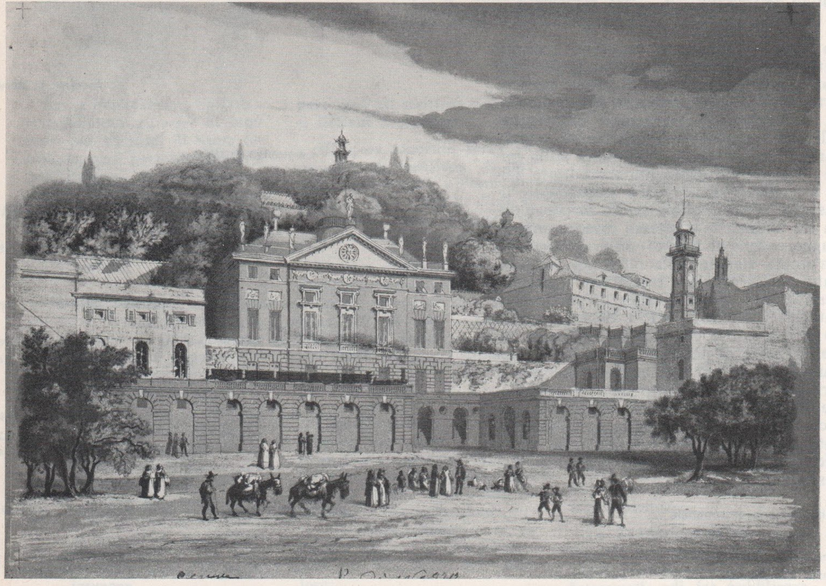
Villa Rosazza a Dinegro, immagine d'epoca

Del 1787 sono le sue due opere maggiori: da una parte la ristrutturazione della facciata di villa Rosazza a Dinegro per Gio Luca Durazzo, dove Tagliafichi trasforma un corpo di fabbrica rinascimentale in un organismo completamente neoclassico; dall'altra la costruzione, per Domenico Serra, della villa di famiglia a Cornigliano, opera tuttora sostanzialmente integra e visibile (nonostante il degrado dei corpi di fabbrica e la mutilazione dei giardini) nella sua originale fisionomia monumentale, ormai pienamente neoclassica, nella quale un maestoso, compatto corpo di fabbrica caratterizzato da vigorose finestre a tutto tondo articola, sui lati, due padiglioni a colonne trabeate che introducono all'architettura del giardino, oggi quasi del tutto perduto.
Negli anni della Repubblica Ligure e, in seguito, dell'annessione allo stato francese, Tagliafichi lavora ancora a svariati progetti civici, occupandosi tra l'altro ancora degli apparati scenografici per la visita a Genova, nel 1805, di Napoleone Bonaparte (in tale occasione fu realizzato, su progetto di Tagliafichi, un Tempio Natante nella forma di un Pantheon marino con una grande cupola su colonnato ionico, decorata internamente con le effigie di tutte le divinità marine conosciute.
Nominato nel 1807 Ingegnere del Porto di Genova, produce vari studi sullo scalo genovese e un progetto per il porto della Spezia, che sarà condotto a termine postumo, a cura del figlio Domenico. La morte lo coglie ad 82 anni, ancora in piena attività.

## Realizzazioni
- 1769 ammodernamento di palazzo Rostan Reggio, largo Zecca
- 1770 decorazioni a Pal. Campanella in via Garibaldi, con Charles De Wailly
- 1774 scalone di Pal Durazzo Pallavicini, via Balbi 1
- 1775 apparato di feste per la venuta a Genova di Massimiliano d'Austria
- 1777 progetto di concorso per la Strada Nuovissima (oggi via Cairoli)
- 1778 progetto per Palazzo Ducale
- 1780 Villa Doria, sal. Belvedere: restauro e nuova facciata
- 1784 Villa Rostan: giardino
- 1785 apparato di feste per la venuta a Genova dei Borboni di Sicilia
- 1787 palazzo e parco di Villa Serra, Cornigliano
- 1787 villa Rosazza: nuova facciata
- 1798 progetto per la sistemazione della piazza dell'Acquaverde
- 1799 progetto per un teatro sull'area della ex chiesa di S. Domenico
- 1801 progetto per un cimitero alla Foce
- 1805 apparati di festa per la visita di Napoleone: pantheon natante sul mare
- 1805-1807 studi per il Porto di Genova
- 1806 progetto di concorso per la chiesa della Madeleine a Parigi
- 1808-1809 progetto per il porto di La Spezia (realizzazione postuma a cura del figlio Domenico)
- 1809 progetto di palazzo in Carignano
- 1811 progetto per il Lazzaretto alla Foce (postumo)

Gli sono pure attribuiti, nel primo scorcio del XIX secolo, la decorazione del giardino e del refettorio di villa Durazzo Gropallo allo Zerbino e la formazione degli arredi del Palazzo Doria Pamphili.
È stata inoltre ipotizzata la sua mano nella realizzazione della neoclassica Villa Rina, a Genova in via Mansueto 80 (distrutta negli anni 70 del XX secolo).

## Progetti non realizzati
Tra i progetti non realizzati si ricordano quello per parco ellittico all'Acquasola, la cappella di S. Caterina all'Annunziata di Portoria e soprattutto il progetto, del 1799, per un teatro civico da erigersi al posto della chiesa di S. Domenico, al quale Tagliafichi lavora con determinazione e impegno (nonostante una sottoscrizione pubblica il progetto non andò a buon fine; nella stessa posizione Carlo Barabino realizzerà, nel 1828, il teatro Carlo Felice).
Tra i concorsi, oltre quelli genovesi per Strada Nuovissima (1777) e Palazzo Ducale (1778), è da ricordare la partecipazione con un proprio progetto al bando per il completamento della chiesa della Madeleine di Parigi (1806).